# 川部有紀
川部有紀（かわべ ゆき、12月17日 - ）は、日本の声優、歌手、モデル、キャラクターショーMC。愛称は「ゆゆ」。滋賀県彦根市出身。

## 略歴
2013年までナレッジネクストに所属。 同年6月をもって事務所が閉鎖した後に、フリー声優として活動開始。
2020年4月からは手作りマスク職人としても活動中。商品は創作物マーケットプレイスのBOOTHにて販売中。
2020年8月に一般男性との入籍を発表。

## 人物
- 特技はダンス。絡まった糸を解くのが得意。
- 趣味はボードゲーム、編み物。
- 好きな食べ物はクレープ、プリン、タルト、桃。
- 好きな色はいちごみるく色。
- 好きなものは歴史。
- ご挨拶は 『ぱにゃにゃちはっ！』 ※ぱにゃにゃん：頑張る ※ぱにゃにゃんだー：頑張って → ラオス語

## 出演作品
太字はメインキャラクター。

### テレビアニメ
2017年
- カイトアンサ （才党青居）

2019年
- ポチっと発明 ピカちんキット （クマロン）

2020年
- 邪神ちやんドロップキック （女店員）

### プロモーションアニメ
20XX年
- メイプルストーリー （シグナス）

2019年
- えのしまんず （もちこ : 新江ノ島水族館）

### ボイスドラマ
2017年
- DUEL! （高科もみ）

2018年
- 大国チートなら異世界制服も余裕ですよ？ （カタリナ・メルクリアーニ）

2020年
- 異世界女子高の非日常な日常 （リリーエ・フランシール）

### ゲーム
時期不明
- まじうまっ！ （黒木奈緒）
- 軍神召喚アークナイツ （エウロペ、ギルガメッシュ、シャクシャイン）
- バトって！オトギ戦争 （ククノチ、セブンスゴート）
- ベジマギッ！ （アカカブ、エリンギ、キュウリ、ハルシメジ、パースニップ、マツタケ）
- ミラクルニキ（内向きな彼女、パッとしない彼女）
- リング☆ドリーム （パペット夢原）
- デュエルエクスマキナ （妖魔プーカ）

2015年
- ケイオスドラゴン 混沌戦争 （海凜鎚、べルリオーズ:幼少期）

2017年
- ワールドチェイン
- 最終戦艦withラブリーガールズ （シェークスピア）
- アルケミアストーリー （ミーナ）

2018年
- 戦国アスカ零 （九鬼浄隆）
- 戦の海賊 （ラフィーニャ）
- 戦国ASURA （＋字架のお姫様 / 大友宗麟）
- ホップステップジャンパーズ （ピナ）
- LOST TRIGGER（ルリ）

2019年
- ピカちんキットポチっとパズル （クマロン）
- マーダーメイデン （九生香）
- Food Fantasy （スノースキン月餅）

2020年
- CocoPPa Dolls （モア）
- 星界神話 （リッカ）

### デジタルコミック
2019年
- 恋をするならキミ以外（なべっち)
- 天ヶ瀬くんは甘やかしてくれない。（少女A）
- 狼くんに食べられそうです！（島田奈瑠)

2020年
- 貧々福々ナズナさま！（ナズナ）

### インターネット番組

#### 広告
- バンダイガールズホビー コロントシャボン紹介動画（女の子[14])
- バンダイガールズホビー オリケシマルシェ紹介動画（イルカ、女の子[15])
- タカラトミー ピクミーポップ サプライズバブルドロップス！紹介動画（マジー[16]）
- クリプトラクト (webCM出演＆ナレーション・ケイオスドラゴン赤竜戦役×混沌戦争合同イベント＆上映会)[17]

#### ご当地紹介
- ご当地キテイ15周年記念チャンネルMC[18]※かわべ★ゆき名義[19]

### 歌唱
- Memories of Link [ラブ&スイーツ]

### 雑誌
- 声優パラダイスR vol.19 (高野麻里佳×高野璃奈×川部有紀 『クリプトラクト』 コラボ企画)